# Pseudotorymus arvernicus
Pseudotorymus arvernicus är en stekelart som först beskrevs av Walker 1833.  Pseudotorymus arvernicus ingår i släktet Pseudotorymus och familjen gallglanssteklar. Inga underarter finns listade i Catalogue of Life.